# Harry de Gorter
Harry de Gorter ist ein Agrarökonom. Er ist Professor an der Cornell University.

## Leben
De Gorter studierte an der University of Guelph (B.Sc., 1975 und M.Sc., 1977). Seinen Ph.D. erhielt er 1983 an der University of California, Berkeley. Er arbeitete unter anderem für das kanadische Landwirtschaftsministerium und beriet Organisationen wie die EU, FAO, G20, IMF, OECD, UNCTAD, Weltbank und WTO.

## Wissenschaftliche Schwerpunkte
De Gorter arbeitete auf den Gebieten Agrar- und Handelspolitik, angewandte Wohlfahrtsökonomik und Neue Politische Ökonomie. Unter anderem beschäftigt er sich mit Biokraftstoffen und Reformen der Agrarpolitik und ihren Auswirkungen im Rahmen der Doha-Runde.